# Восточно-Сибирская правда
«Восточно-Сибирская правда» — общественно-политическая и деловая газета Иркутской области. Первый номер газеты (до 1930 года — «Власть труда») вышел 12 января 1918 года. В настоящее время — независимое средство массовой информации, учредитель ЗАО «Газета „Восточно-Сибирская правда“». В просторечии — «Восточка».
Газета выходит один раз в неделю. Тираж каждого номера — 10,3 тыс. экз. Объём номера от 20 до 28 полос. Формат газеты — 297×420 мм. Каждый номер представлен в электронном виде на сайте. Издатель и главный редактор Александр Владимирович Гимельштейн. Редакционный директор Альберт Юозасович Батутис.

## История газеты
Первый номер газеты «Власть труда» вышел 12 января 1918 года (30 декабря 1917 по старому стилю). Название газеты придумал Мартемьян Рютин.
Газета стала органом Иркутского совета рабочих и солдатских депутатов, Окружного бюро Советов рабочих, солдатских и крестьянских депутатов Восточной Сибири, Центрального исполнительного комитета Советов рабочих, солдатских и крестьянских депутатов всей Сибири.
В первом редакционном составе трудились журналист Пантелеймон Парняков, публицист и литературный критик Николай Чужак-Насимович. Он же подписал первые четыре номера «Власти труда». С 42-го номера редактирование перешло к 24-летнему большевику Пантелеймону Парнякову.
С редакцией «Власти труда» связана плеяда имен: писатель П. Петров, учёный-литературовед Н. Алексеев, один из организаторов советской разведки Алексей Луцкий, член Центросибири Сергей Лазо. Газета была крупнейшим изданием советской Сибири тех лет (тираж 20-25 тыс. экземпляров). Шесть полос, хроника, телеграммы, реклама, корреспонденция; газета славилась широтой проблематики и разнообразием жанров, имела четыре приложения.
Когда чешские войска приблизилось к поселку Черемхово, газета обратилась к своим читателям: «Временно, до изменения общих условий, газета „Власть труда“ с настоящего номера приостанавливается». Последний, 124-й номер газеты был подписан в печать 9 июля 1918.
В 1920 году выпуск газеты возобновлён. В этот период газету редактировал Георгий Ржанов: «Я вспоминаю Иркутск с самого начала 20-х годов. В городе царили разруха, голод. И именно в это время и в этих условиях, под удаляющиеся раскаты Гражданской войны в Сибири, мы приступили к собиранию молодых литературных сил. Эту роль небезуспешно выполняла наша губернская газета „Власть труда“». С газетой постоянно сотрудничали писатель Павел Нилин, иркутский поэт и журналист Иосиф Уткин, писатель-юморист Ярослав Гашек. При редакции был создан журналистский кружок, который затем преобразовался в Иркутское литературно-художественное объединение.
В середине 20-годов «Власть труда» въехала в помещение по адресу ул. Карла Маркса, дом 13, где редакция находилась вплоть до 1974 года.
С 1930 года, одновременно с изменением административно — территориального деления Сибири, «Власть труда» изменила название и стала выходить как газета Восточно-Сибирского края — «Восточно-Сибирская правда».
В годы Великой Отечественной войны из-за нехватки бумаги «Восточно-Сибирская правда» издавалась на двух полосах пять раз в неделю. В эти годы газета регулярно публиковала материалы под рубриками «Фронт опирается на крепкий тыл», «Тыл помогает фронту», внедряла всенародные почины по сбору средств в фонд обороны, подарков и теплых вещей. Ответственным редактором газеты в войну был Сергей Семин, в послевоенные годы редакторами успешно работали Семён Бройдо и Андрей Ступко.
Затем газету возглавила Елена Ивановна Яковлева. В этот период газета освещала ход строительства промышленной базы Восточной Сибири: возведение каскада гидростанций на Ангаре, строительство алюминиевых и целлюлозных заводов, возведение новых городов — Братска, Усть-Илимска, Саянска.
В 70-е годы в Восточно-Сибирской правде работали выпускники отделения журналистики. Это Геннадий Бутаков, Михаил Ивкин, А. Антоненко, Г. Кузнецов, В. Кашевский, Элла Климова, Вячеслав Имшенецкий. В разные годы её авторами были писатели Леонид Красовский, Евгений Суворов, Анатолий Шастин, поэты Анатолий Кобенков, Марк Сергеев, Ростислав Филиппов. В 1967 году газета «Восточно-Сибирская правда» была награждена орденом Трудового Красного Знамени. В 1974 году редакция газеты занимала два этажа в иркутском Доме печати (ул. Советская, д. 109).
В 1986 г. Валерия Павловича Никольского на посту редактора сменил Геннадий Михайлович Бутаков. Благодаря его деятельности в сложный исторический период газета сохранила своё лицо и экономическую самостоятельность, несмотря на непростую ситуацию на региональном рынке СМИ.
В 2004 году газету возглавил Александр Гимельштейн. В этот период газета вступает в период развития. С 2006 года издается еженедельный выпуск «Конкурент», который сейчас занимает лидирующие позиции на региональном рынке деловой прессы. С 2010 года издается приложение «Иркутский репортер».
Журналисты Издательской группы «Восточно-Сибирская правда» неоднократно являлись лауреатами региональных и всероссийских творческих конкурсов. В 2012 году пятеро журналистов издания стали лауреатами премии Правительства Российской Федерации в области печатных СМИ. В декабре 2013 года на Всероссийском журналистском конкурсе «Золотой гонг» «Восточно-Сибирская правда» стала победителем в номинации «Региональная газета года».
Электронная версия газеты выходит с 8 февраля 1997 года.

## Конкурс «Вопреки»
Газетой проводится «Конкурс свободного слова „Вопреки“» под эгидой издательской группы «Восточно-Сибирская правда» для журналистов региональных газет России и стран СНГ.
По традиции, итоги конкурса подводятся 22 октября, — в день рождения погибшей в результате заказного убийства главного редактора независимой газеты «Советская Калмыкия сегодня» Ларисы Юдиной.